# فریتیوف اولسن
فریتیوف اولسن (انگلیسی: Frithjof Olsen; ۳۰ نوامبر ۱۸۸۲ – ۲۲ فوریهٔ ۱۹۲۲) ژیمناست هنری اهل نروژ بود.